# Hi
Hi (grško: starogrško χι; velika črka: Χ, mala črka: χ) je dvaindvajseta črka grške abecede in ima številčno vrednost 600. Iz grške črke hi izvira cirilična črka Х, pa tudi latinična črka X.
V moderni grščini se črka Χ izgovarja kot h (če sledi glas e ali i, je izgovorjava nekoliko ostrejša, sicer pa kot običajni h). V stari grščini se je črka Χ izgovarjala kot glas /kʰ/  (tj. k s pridihom) - to je tudi razlog, zakaj so ga Rimljani pri prepisovanju v latinico nadomeščali s CH . V nekaterih starogrških narečjih se je črka Χ izgovarjala kot ks - taka izgovorjava se je uveljavila tudi za črko X v latinici.

## Pomeni
- v astronomiji je χ oznaka za dvaindvajseto zvezdo v ozvezdju
- Χ ali ΧΡ je simbol Jezusa Kristusa (grško: starogrško Χριστός) - glej tudi: labarum
- χ2 (hi kvadrat) je porazdelitev v statistiki
- χ je oznaka za dialektrično susceptibilnost
- χ je oznaka za magnetno susceptibilnost
- χ je oznaka za stisljivost
- χ je oznaka za karakteristiko (grško: starogrško χαρακτηριστικά), npr.:
  - v matematični topologiji je χ oznaka za Eulerjevo karakteristiko
- v mednarodni fonetični abcedi (IPA) znak /χ/ označuje enega od treh glasov, ki se izgovarjajo podobno kot slovenski h (ostala dva sta /h/  in /x/)

### Unicode
|                | Velika črka Χ        | mala črka χ        |
| -------------- | -------------------- | ------------------ |
| Unicode UTF-16 | U+03A7               | U+03C7             |
| Ime Unicode    | Velika grška črka hi | Mala grška črka hi |
| Koda HTML      | &#935;               | &#967;             |
| Enota HTML     | &Chi;                | &chi;              |